# Zorge
Zorge este un Ortsteil⁠(d) din landul Saxonia Inferioară, Germania.
1. ↑  Der Harz – Grosse Ausgabe[*], p. 141 Verificați valoarea |titlelink= (ajutor)